# Mathijs Paasschens
Mathijs Paasschens (* 18. März 1996 in Rotterdam) ist ein niederländischer Radrennfahrer, der im Straßenradsport aktiv ist.

## Sportlicher Werdegang
Nach dem Wechsel in die U23 fuhr Paasschens zunächst vier Jahre auf der Vereinsebene. 2018 machte er durch mehrere Top-10-Platzierungen bei internationalen Rennen auf sich aufmerksam. In der Folge erhielt er zur Saison 2019 einen Vertrag beim damaligen Professional Continental Team Wallonie-Bruxelles. Bereits in der ersten Profisaison erzielte er mit dem Gewinn der zweiten Etappe und der Gesamtwertung von Kreiz Breizh Elites die ersten Siege seiner Karriere. Nach zwei Jahren ohne vordere Platzierungen wurde er 2022 bei der Tour of Britain Siebter der Gesamtwertung.
2023 wechselte Paasschens zum Team Lotto Dstny. Beste Ergebnisse in den zwei Jahren bei Lotto Dstny waren ein dritter Etappenrang und der vierte Platz in der Gesamtwertung bei der Tour de Taiwan 2023. Auch wenn er ohne zählbaren Erfolg blieb, machte er durch seine Vielseitigkeit und Stärke bei Ausreißversuchen auf sich aufmerksam, so dass er zur Saison 2025 einen Vertrag beim UCI WorldTeam Bahrain Victorious erhielt.

## Erfolge
2019
- Gesamtwertung und eine Etappe Kreiz Breizh Elites

2022
- Bergwertung Tour of Britain